# (72566) 2001 EC9
(72566) 2001 EC9 – planetoida z pasa głównego asteroid okrążająca Słońce w ciągu 4,07 lat w średniej odległości 2,55 j.a. Odkryta 2 marca 2001 roku.